# Aliatypus gulosus
Aliatypus gulosus is een spinnensoort uit de familie Antrodiaetidae. De soort komt voor in de Verenigde Staten.